# HD-PLC
HD-PLC（High Definition Power Line Communicationの略）は、有線通信技術の1つで、電力線、電話線、ツイストペア、同軸ケーブルなどのメタル線に高周波（2MHz - 28MHz）信号を重畳し、通信ネットワークを構築する。HD-PLCは、IEEE 1901規格に採用されている。

## HD-PLC技術の概要
HD-PLCは、物理層・メディアアクセス制御（MAC）・マルチホップの技術によって構成されている。

### 物理層（PHY）の技術
物理層は、高効率伝送を実現できるWavelet OFDM（Orthogonal Frequency Division Multiplexing）技術が採用されており、GI（Guard Interval）がないことやサブキャリア毎の適応変調を行うことにより、高効率伝送が可能である。2 - 28 MHzの周波数帯域使用で240Mbpsの物理速度を実現している。さらに強固な誤り訂正符号やダイバーシティモードを採用することにより、劣悪な電力線伝送路においても高品質、高信頼性通信を実現している。なお、任意のサブキャリアを不使用とすることで、所望の帯域に容易に35 dB以上の深いノッチを形成することができる（Flexible notch）特徴を有している。

### 媒体アクセス制御（MAC）の技術
媒体アクセス制御（MAC）は、親機が、ビーコンフレームと呼ばれる制御フレームをネットワーク内の全端末へ定期的にブロードキャストすることにより、QoS（Quality of Service）や各制御のための管理を行っています。基本メディアアクセス方式には、CSMA-CA（Carrier Sense Multiple Access – Collision Avoid）と、親機が動的にネットワーク内の端末に送信権を付与し衝突を発生させないDVTP（Dynamic Virtual Token Passing）が搭載されている。

### HD-PLCマルチホップの技術
国際標準規格ITU-T G.9905で採用されたマルチホップ（CMSR: Centralized Metric based source Routing）プロトコルの技術を応用したもので、1つの端末から他の複数の端末へデータを次々にホップさせることで、通信距離を大幅に延ばす（例えば、数km）ことができる。また、伝送特性の変動に対応して通信ルート探索を自動で行う機能を備えており、大規模システムの設置も容易で、万が一端末に故障が発生しても通信ルートを自動変更することが可能である。

### 第4世代HD-PLCの技術
あらゆる機器がインターネットにつながるIoTの時代において、HD-PLCをBEMS（Building and Energy Management System）やFEMS（Factory Energy Management System）、スマートメータへの適用を進める中で、マルチホップに頼るだけでなく、1ホップあたりの通信可能距離を伸ばして欲しいという要望が出てきた。一方、監視カメラ用途においては、高画質化（4k/8k）が進められ、対応できる通信速度の向上が求められた。この技術は、通信距離と速度の両方で従来のHD-PLCを改良したもので、これまでのHD-PLCの使用帯域（2 - 28MHz）を、その1/2または1/4とすることで通信距離を従来のHD-PLCの2倍とし、逆に使用帯域を2倍、4倍とすることで、最大物理速度1Gbpsを実現している。なお高速化は国内では専用線向けの技術となる。

## 利点
- 既存の電力線のみならず、同軸ケーブル、制御線などいろんな配線が通信回線として使用できる。
- 理論最大240Mbpsの高速通信が可能となる（第3世代HD-PLC）。第4世代HD-PLC（4倍モード）では最大1Gbps[2]。

## 欠点
不平衡な電線路となる電力線搬送通信として利用する場合には、漏洩電磁波により短波帯の無線通信にノイズが入りアマチュア無線や業務無線に影響が出る場合がある。

## ベンダー
LSI
- 株式会社メガチップス[4]
- Shanghai Clouder Semiconductor Co., Ltd.[5]
- 株式会社ソシオネクスト[6]

通信モジュール
- ミネベアミツミ株式会社[7]
- 株式会社シキノハイテック社[8]
- 株式会社ヘルヴェチア社[9]
- Xingtera Inc.[10]

通信モデム内蔵製品
- 株式会社アイ・オー・データ機器[11][出典無効]
- パナソニック ホールディングス株式会社[12]
- 東朋テクノロジー株式会社[13]
- ヌリフレックスジャパン株式会社[14]